# Batnjik
Batnjik (en serbe cyrillique : Батњик) est un village de Serbie situé sur le territoire de la Ville de Novi Pazar, district de Raška. Au recensement de 2011, il comptait 79 habitants.

## Démographie
| 1948 | 1953 | 1961 | 1971 | 1981 | 1991 | 2002 | 2011 |
| ---- | ---- | ---- | ---- | ---- | ---- | ---- | ---- |
| 122  | 118  | 135  | 93   | 64   | 66   | 58   | 79   |

|  |